# The Gutter
 (juin 2016).
 (juin 2016).
Si vous disposez d'ouvrages ou d'articles de référence ou si vous connaissez des sites web de qualité traitant du thème abordé ici, merci de compléter l'article en donnant les références utiles à sa vérifiabilité et en les liant à la section « Notes et références ».
The Gutter est une bande dessinée parodique française, publiée en février 2016 par Nats Editions. Le scénario est de Cyril Durr, les dessins de Sergio Yolfa. 

## Résumé
La série parodie les personnages de comics issus de l’univers de divers éditeurs américains (Marvel, DC Comics, Image…). Ceux-ci se retrouvent dans un bar, le Gutter, et évoquent leur condition en se plaignant des scénaristes ou en évoquant leur vie.
Bien que chaque épisode puisse se lire indépendamment, Spider-Man constitue l’un des fils rouges de l’album.
L’originalité de la parodie tient dans le fait qu’il ne s’agit pas de gags courts mais de dialogues développés sur plusieurs planches. Les auteurs n’utilisent pas uniquement l’image iconique des personnages mais aussi leur passé réel et leur statut d’êtres de fiction. Les histoires abordent des thématiques propres aux comics mainstream, comme la résurrection des super-héros ou encore les tenues sexy des personnages féminins.

## Personnages
La série comprend un très grand nombre de personnages et références à diverses séries, notamment au niveau du décor et des « figurants ». 
On peut noter parmi les personnages principaux : Spider-Man, Batman, Wolverine, Green Lantern, Rorschach, Iron Man, Emma Frost, Hulk, Moon Knight, Captain America, Superman, Wonder Woman, Flash, Rick Grimes, Midnighter, le Punisher…
Parmi les séries évoquées directement ou indirectement, l’on peut citer : Watchmen, Bone, Preacher, Strangers in Paradise, The Walking Dead, Girls, Calvin et Hobbes, Hellboy, Invincible, The Boys ou encore Powers. 
À noter que des personnages de séries franco-belges interviennent également : Spirou, Buck Danny ou le caporal Blutch des Tuniques bleues.

## Liste des épisodes
1. Dark Drinks
2. Born Again
3. Pretty Women
4. The Ring
5. Best Friends
6. Transatlantic
7. Weird Talk
8. Speed Demon
9. In Low Spirits
10. Unmasked
11. Cannon Fodder
12. Gentlemen
13. Cars & Cocktails
14. On the road again
15. The Games
16. It's a kind of Magic
17. Kicks and Sidekicks (épisode bonus)

## Publication
The Gutter est publié le 29 février 2016, par Nats éditions, dans sa collection Lol  (ISBN 978-3-95858-086-2 et 978-3-95858-087-9).
Le concept, le scénario et le lettrage sont de Cyril Durr. Les dessins et l'encrage sont de Sergio Yolfa. La colorisation est de Blatt. Les retouches graphiques sont de Tiffany Durr. L'ouvrage comprend 76 pages.

## Accueil et critiques
Le magazine dBD, dans son numéro 102 d'avril 2016, parle d'un « ouvrage qui détend »[réf. nécessaire]. Le magazine Geek Upgraded, dans son numéro de mai 2016, évoque « une bonne BD pour les fans de parodies référentielles »[réf. nécessaire]. 
Le site MDCU lui attribue la note de 4/5, et souligne le respect des personnages tout en regrettant le format de l'ouvrage[réf. nécessaire]. Le site ActuaBD souligne la qualité du dessin de Yolfa, qui « restitue parfaitement ces figures iconiques » et insiste sur les planches « truffées de détails savoureux ».